# Angelina Love
Pour les articles homonymes, voir Williams et Love.
 (juillet 2021).
Lauren Williams (née le 13 septembre 1981) est une catcheuse canadienne, connue pour avoir travaillé à la Total Nonstop Action Wrestling (TNA) sous le nom d'Angelina Love. Elle a d'abord travaillé comme valet dans des fédérations canadienne avant de devenir catcheuse à partir de l'été 2002. Fin 2004, elle signe un contrat avec la World Wrestling Entertainment (WWE) et rejoint la Deep South Wrestling, le club-école de la fédération où elle reste jusqu'en avril 2007 avant de rejoindre l'Ohio Valley Wrestling (le deuxième club-école de la WWE) et d'être renvoyé fin mai 2007. Après un bref passage au Mexique à l'Asistencia Asesoría y Administración et dans des petites fédérations canadiennes, elle rejoint la TNA en octobre 2007. Elle détient le record de détention du Championnat féminin des Knockout de la TNA qu'elle a possédé à six reprises, record qu'elle partage avec Gail Kim. Elle a aussi remporté une fois le Championnat par équipe des Knockouts de la TNA avec Winter.

## Jeunesse
Elle fait des études universitaires et obtient un diplôme en management sportif à l'université de Durham (en). Elle travaille comme coach personnel ainsi que comme modèle de fitness.

## Carrière de catcheuse

### Débuts (2000-2004)
Williams est fan de catch depuis l'enfance. En 2000, alors qu'elle tchat avec un ami qui travaille comme annonceur dans une fédération canadienne, elle lui demande de l'aider à se faire engager. Elle débute à la Hardcore Wrestling Federation en tant que valet sous le nom d'Angel Williams et accompagne Derek Wylde lors de ses matchs avant de faire de même pour Eric Young, Chris Sabin, Scott D'Amore, Simon Diamond (en) et Johnny Swinger. Cependant, elle souhaite monter sur le ring et s'entraîne auprès de Rob Fuego et fait ses premiers matchs en juillet 2002 et travaille ensuite principalement à la Border City Wrestling, une fédération canadienne dirigée par Scott D'Amorre.
En 2004, elle travaille principalement aux États-Unis et effectue deux matchs à la Total Nonstop Action Wrestling qu'elle perd face à Trinity d'abord le 21 février puis le 16 juin sous le nom d'Angel,. Elle obtient aussi en juin un essai à la World Wrestling Entertainment et s'entraîne à l'Ohio Valley Wrestling, le club-école de cette fédération.

### World Wrestling Entertainment (2004-2007)
En décembre 2004, la World Wrestling Entertainment (WWE) l'engage et l'envoie à la Deep South Wrestling (DSW), un des clubs-écoles de la fédération. Elle y redevient valet et accompagne Johnny Parisi. En février 2006, elle a une grave blessure au genou et doit subir une intervention chirurgicale. Elle remonte sur le ring le 15 octobre dans un match par équipe avec Krissy Vaine (en) qu'elles remportent par disqualification face à Shantelle et Tracy Taylor. Le 3 novembre, elle accompagne The Gymini (Jake et Jesse) pour leur match par équipe en lever de rideau de SmackDown! face à Sho Funaki et Scotty Too Hotty qu'ils remportent. Elle retourne à la DSW après cela où elle continue sa rivalité avec Shantelle et Tracy Taylor qui donne lieu à deux matchs simple face à chacune d'elles, d'abord le 12 novembre face à Shantelle à la suite de l'intervention de Tracy puis la semaine suivante face à cette dernière,. Parallèlement, elle continue à accompagner The Gymini qui obtiennent plusieurs matchs pour le championnat par équipe de la DSW mais n'en remportent aucun.
Le 28 janvier 2007, elle affronte Shantelle et perd à nouveau contre elle à la suite des distractions de Luscious, Tracy Taylor et Brooke. La semaine suivante, Shantelle et Angel Williams font équipe et obtiennent la victoire face à Luscious et Tracy Taylor. Deux semaines après ce match, elle affronte Krissy Vaine où The Bag Lady intervient en faveur de Vaine causant la disqualification de cette dernière qui ordonne à l'arbitre de considérer ce match comme étant comme étant sans disqualification et Vaine sort doc vainqueur. Le 4 mars, elle affronte The Bag Lady et remporte son match. Le 22 avril, elle fait équipe avec Krissy Vaine et elles perdent face à Nattie Neidhart et Shantelle.
La WWE cesse ensuite son partenariat avec la DSW et elle rejoint l'Ohio Valley Wrestling où elle ne fait qu'un seul match non diffusé en ouverture de l'enregistrement de l'émission du 19 mai où elle perd face à Serena et apprend le 28 mai que la WWE met fin à son contrat,.

### Circuit indépendant (2007-...)
Après son renvoi, elle part au Mexique où elle travaille à l'Asistencia Asesoría y Administración (AAA) où elle participe à deux matchs par équipe. Le 17 juin, elle fait équipe avec Ayako Hamada et Faby Apache (en) où elles perdent face à Cynthia Moreno (en), Estrellita (en) et Sexy Star. La semaine suivante avec Hamada elles réussissent à vaincre Moreno et Estrellita par disqualification à la suite de l'intervention de Fabi Apache. Elle retourne ensuite au Canada où elle fait quelques matchs à l'Elite Canadian Championship Wrestling et à la BSE Pro Wrestling avant de commencer à travailler pour la Total Nonstop Action Wrestling (TNA),.
Le 21 juin 2008, elle participe à deux spectacles de la Women Superstars Uncensored, une fédération de catch exclusivement féminine, où elle bat Portia Perez au cours de l'enregistrement de The Show Must Go On ; Portia obtient sa revanche dans un match par équipe avec Dawn Marie, Love étant associée à Becky Bayless (en),.

### Total Nonstop Action Wrestling (2007-2016)

#### Débuts, premiers titres et renvoi (2007-2009)
Le 11 octobre, la Total Nonstop Action Wrestling (TNA) annonce qu'Angel Williams est une des participantes du Gauntlet match pour désigner la première championne féminine des knockout trois jours plus tard à Bound for Glory où elle aide à éliminer Awesome Kong avant qu'O.D.B. et Gail Kim ne l'éliminent,. Elle y fait son premier match simple le 25 octobre où elle s'incline face à Awesome Kong. Le 11 novembre au cours de Genesis, elle participe à un Four Way match pour le titre de championne des knockout comprenant O.D.B., Roxxi Laveaux ainsi que la championne en titre Gail Kim qui conserve sa ceinture. Elle change rapidement de nom pour Angelina Love et commence à faire équipe avec Velvet Sky avec qui elle remporte le 2 décembre au cours de Turning Point un match par équipe face à O.D.B. et Roxxi Laveaux. Le 20 décembre, elle se joint aux autres catcheuses au cours du Santa's Workshop Street Fight match remportée par Awesome Kong.
Le 3 janvier 2008, elle participe à un Gauntlet match pour désigner la challenger pour le titre de championne des knockout qu'O.D.B. remporte. Le 28 février, elle se fait battre par Awesome Kong et auparavant Roxxi Laveaux a une prémonition et voit Love blessé. La semaine suivante, Love et Velvet Sky s'excusent de ne pas avoir pris au sérieux Laveaux et lui offre une séance de relooking. Le 13 mars, la séance de relooking de Roxxi s'avère être un moyen pour Love et Sky de se moquer d'elle et la fait ressembler à une idiote. La semaine suivante, Roxxi Leveaux attaquent Love et Sky après leur défaite face à Gail Kim et O.D.B. Cette rivalité donne lieu à deux matchs simple entre Angelina Love et Roxxy Leveaux tous deux gagnés par cette dernière, le premier le 10 avril et le second trois jours plus tard dans un match en cage à Lockdown dans un Queen of the Cage match pour désigner la challenger pour le titre,. La rivalité continue et le 11 mai à Sacrifice, Love est la dernière éliminée d'une Makeover Battle Royal qui voit ensuite s'affronter Roxxy Leveaux et Gail Kim pour désigner la challenger, cette dernière sort vainqueur de cette confrontation. Onze jours plus tard, Angelina Love et Velvet Sky (qui se font désormais appeler The Beautiful People) commencent une rivalité avec O.D.B. après la victoire de Love sur cette dernière après que Sky frappe O.D.B. avec sa flasque d'alcool.

#### The Beautiful People (2010)

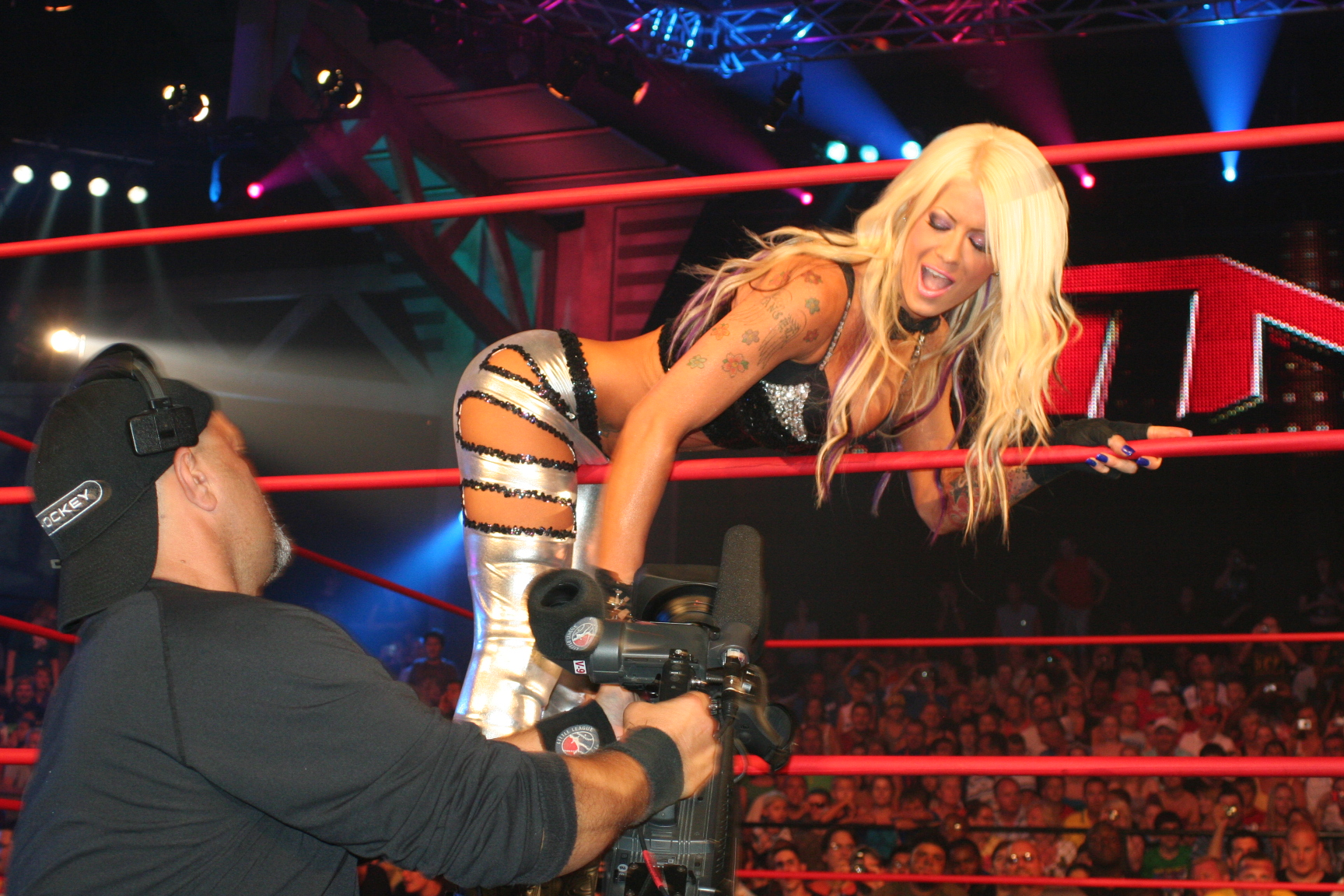
Angelina Love en 2010.

Le 2 janvier 2010, il a été rapporté que Williams avait re-signé avec la TNA. Williams, comme Angelina Love, a fait son retour sur le 14 janvier à Impact!, figurant dans la foule et serrant Velvet Sky et Madison Rayne avant leur match avec Awesome Kong et Hamada. Toutefois, après le match, Love se face en attaquant ses anciens partenaires et Lacey Von Erich, une nouvelle arrivante dans le groupe, apparemment en colère d'avoir été remplacée. Elle a fait son retour sur le ring la semaine suivante, comme face, en battant Rayne, mais a été attaquée par les Beautiful People après le match. La semaine suivante, elle a perdu contre Tara pour le titre des Knockout. Le 8 mars à Impact!, Love et Tara se sont associés pour tenter de remporter le TNA Knockout Tag Team Championship, mais ont été défaits par Rayne et Sky après une intervention de Daffney, avec qui Tara était en rivalité. Le 5 avril Impact!, Love a fait équipe avec Tara, ODB, et Hamada pour faire face aux Beautiful People et Daffney dans le premier Lockbox Elimination Tag Team match. Il fallait faire le tombé sur un adversaire pour remporter une clé ouvrant une boîte contenant la mygale de Tara, un contrat donnant un match contre un adversaire et le moment au choix, le TNA Women's Knockout Championship ou l'obligation de faire un strip-tease. Love élimina Lacey et remporta la dernière clé, clé ouvrant la boîte du Knockout Championship, devenant la troisième femme à remporter trois fois le titre. À Lockdown 2010, elle perd le titre au profit de Madison Rayne lors d'un Steel Cage match où elle était alliée à Tara contre Rayne et son associée des Beautiful People, Velvet Sky (les titres par équipe féminins étaient également en jeu). Elle gagne une quatrième fois le titre des Knockout lors de Victory Road (2010) en battant Rayne, mais celle-ci reprend le titre lors de l'épisode d'Impact le 22 juillet. Lors d'Impact du 12 août, Angelina remporte le championnat des Knockout face à Madison Rayne pour la 5e fois (record de la plus titrée). Velvet Sky et Lacey sont parties avec Angelina Love et Madison et avec la femme masquée. À Impact le 2 septembre, Angelina et Velvet se font battre par Madison et la femme masquée (Tara). À Bound for Glory (2010), elle perd son titre au profit de Tara (le match incluait également Velvet Sky et Madison Rayne). Lors de l'Impact du 18 novembre, elle perd contre Mickie James pour devenir challengeuse au titre des Knockouts. Lors de l'Impact du 2 décembre, elle perd contre Sarita dans un match qui comprenait aussi Madison Rayne.

#### Séparation des Beautiful People, Heel turn, alliance avec Winter et départ (2011-2012)

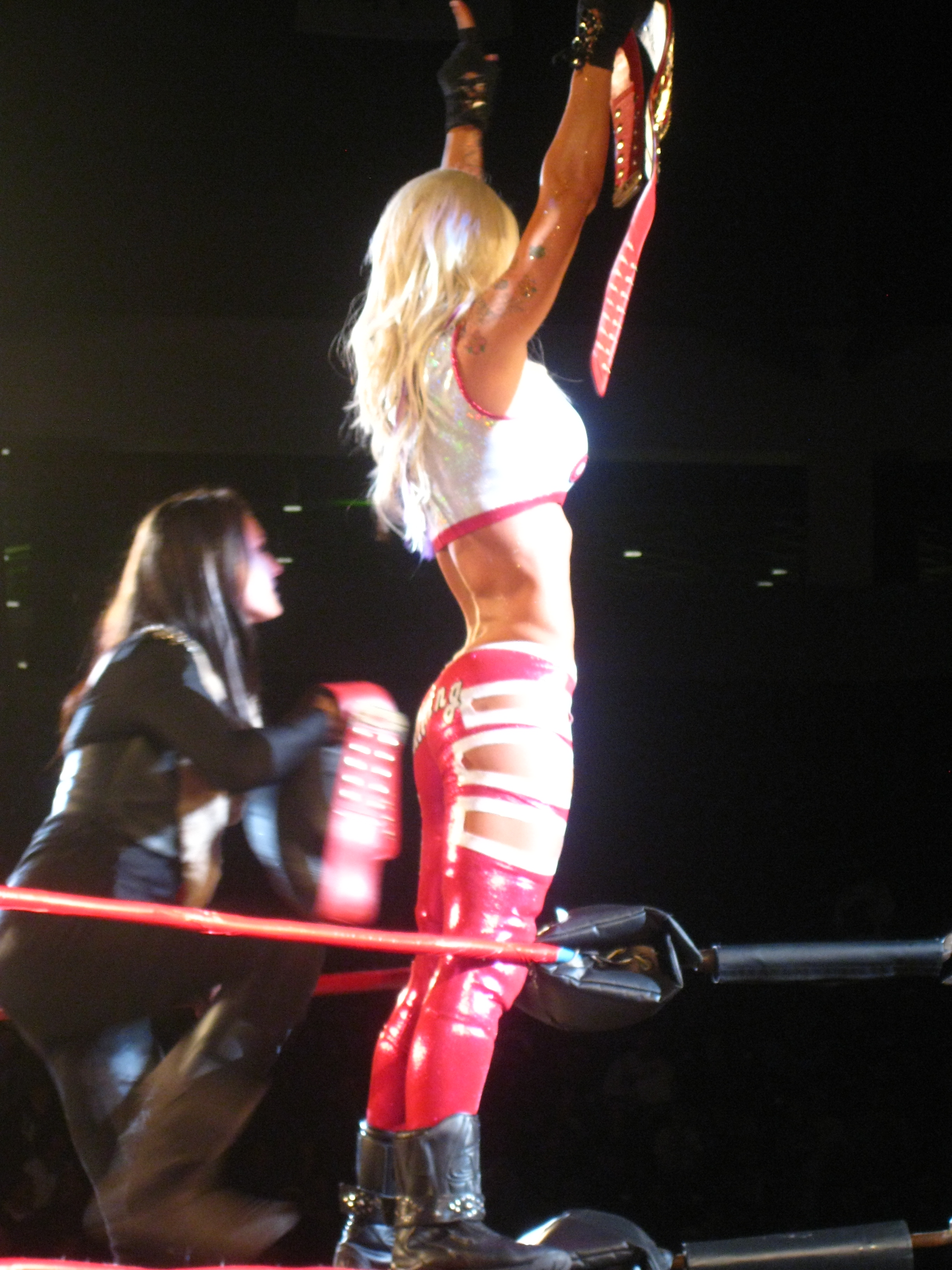
Angelina Love avec Winter en tant que TNA Tag Team Champions

Elle gagne le Championnat par équipe des Knockouts avec Winter face à Tara et Madison Rayne le 10 décembre 2010. Lors de l'Impact du 13 janvier 2011, elle et Winter conservent leurs titres contre Madison Rayne et Tara. Le 10 février, elle fait partie d'un match à 8 comprenant Rosita, Sarita, Madison Rayne et Tara contre elle, Velvet Sky Mickie James et Winter, match que l'équipe de Love perd.
À Victory Road (2011), elle et Winter perdent le championnat par équipe féminin au profit de Sarita et Rosita. Sur l'édition d'Impact! du 24 mars, Winter a empêché Angelina Love d'aider Velvet Sky qui se faisait attaquer par Sarita et Rosita. Winter manipule Angelina Love et lui demande d'attaquer Velvet Sky. Lors de l'Impact du 7 avril, elle et Velvet Sky perdent contre Rosita et Sarita et ne remportent pas les TNA Knockouts Tag Team Championship. Lors de l’Impact du 14 avril Velvet Sky l'invite sur le ring pour parler de ses dernières actions. Angelina s'approcha de plus en plus de Velvet et celle-ci la poussa puis elle lui donna une claque et un coup de poing. Angelina s’énerva et lui fit un spear qui lui cassa le dos puis elle lui fit le splash D.D.T. et elle partit. Elle fait donc un Tweener Turn car Winter l'envoute. Le 5 mai 2011, elle participe au Main Event de Impact avec Winter et Jeff Jarrett et perdent face à Velvet Sky et Kurt Angle. Lors de Slammiversary IX, elle ne bat pas Mickie James et ne remporte pas le titre des Knockouts et le 25 août elle fait équipe avec Sarita et Rosita mais perdent face à ODB, Lors de l'Impact du 20 octobre, elle et Winter perdent contre Miss Tessmacher et Tara et ne remportent pas les TNA Knockouts Tag Team Championship. 1 mois plus tard, elle accompagne Winter dans son match contre O.D.B. Le jeudi suivant elle perd par disqualification contre Eric Young. Ensuite, elle perd une bataille royale pour déterminer la concurrente numéro 1 au titre de Gail Kim en se faisant éliminer par Sarita. Le 1er mars à Impact Wrestling, elle perd avec Sarita contre Velvet Sky et Mickie James. Le 5 avril, elle perd un Six-Pack Challenge et ne devient pas aspirante au titre des Knockouts. Elle apparaît ensuite de plus en plus à Xplosion, perdant régulièrement contre Velvet Sky. Elle dispute ensuite son dernier match pour la TNA le 6 juin à Xplosion, perdant contre ODB.
Le 1er juillet 2012, il est révélé qu'Angelina Love a quitté la TNA sous un accord commun de rupture de son contrat avec la compagnie.

#### Retour, réunification des Beautiful People et Knockout Champion (2014-2016)
À Impact Wrestling le 13 mars 2014, elle effectue son retour à la TNA, désirant reformer les Beautiful People. Hésitante, Velvet Sky désire réfléchir à la proposition, alors que Madison Rayne refuse catégoriquement. Le 20 mars à Impact Wrestling, Sky accepte de reformer la formation mais Rayne refuse à nouveau. Love, furieuse, l'agresse en coulisses et devient officiellement heel. Le 27 mars, Angelina Love bat Madison Rayne et Velvet Sky effectue un heel turn en attaquant Rayne durant le match. Le 3 avril à Impact, Angelina Love et Velvet Sky battent Madison Rayne et Brittany. Lors d'Impact le 10 avril, Angelina Love bat ODB, Gail Kim et Brittany dans un fatal 4-way match, et devient l'aspirante no 1 au championnat des Knockout. Le 24 avril à Impact, Angelina Love et Velvet Sky gagnent contre Madison Rayne et Gail Kim.
Lors de Sacrifice, Angelina Love bat Madison Rayne et devient championne des Knockout pour la sixième fois, un record. Le 22 mai lors d'Impact, Angelina Love lance un open challenge pour son titre et Brittany y répond. Angelina Love parvient à la battre et à conserver sa ceinture. La semaine suivante à Impact, Angelina Love et Velvet Sky battent Gail Kim et Brittany. Le 5 juin à Impact, Angelina Love conserve son titre contre Madison Rayne. À Slammiversary, Angelina Love bat Gail Kim et conserve son titre. Le 26 juin à Impact, Angelina Love et Velvet Sky perdent face à Gail Kim et Taryn Terrell.
Le 3 juillet lors de Impact, Angelina Love perd son titre contre Gail Kim. Le 10 juillet à Impact, elle perd un fatal 4-way avec le titre en jeu contre Madison Rayne, Brittany et Gail Kim qui conserve sa ceinture. Le 14 août à Impact, Angelina Love perd dans un fatal 4-way pour le titre des Knockout contre Velvet Sky, Taryn Terrell et Gail Kim qui gagne ce match. Le 20 août à Hardcore Justice, Angelina Love perd face à Gail Kim dans un Last Knockout standing match et ne gagne pas le titre. Plus tard, les Beautiful People forment une alliance avec l'équipe The BroMans composée de Robbie E et Jessie Godderz, et deviennent partenaires d'équipes lors de quelques matchs.
Le 23 janvier 2015, Velvet Sky découvre qu'elle est virée après avoir ouvert une mallette qu'elle avait récupérée lors du Feast or Fired match, mallette qu'elle avait prise pour Robbie E. Les Beautiful People ne sont donc plus ensemble, de même pour les BroMans qui se séparent en avril. Le 8 mai à Impact, Velvet Sky effectue son retour en arrivant par le public et attaque Angelina Love. Le 29 mai, Angelina Love se fait encore attaquer par Sky qui était dans le public, et appelle son équipe de sécurité pour faire arrêter Sky et l'amener hors de l'arène. La semaine suivante, Angelina Love est aussi arrêtée pour avoir attaqué Velvet Sky, qui était présente en tant que fan. Lors de l'épisode d'Impact le 25 juin, Angelina Love perd contre Velvet Sky, ce qui permet à cette dernière de retrouver sa place de Knockout.
Le 2 septembre, elle effectue un Face Turn avec Madison Rayne en aidant Velvet Sky contre The Dollhouse, on apprend également qu'elles ont reformé leur anciennes équipes "The Beautiful People".
Elle annonce être enceinte fin juillet puis le 27 mars 2016 elle annonce que son contrat avec la TNA vient d'arriver à son terme,.

## Vie privée
- Angelina Love a été en couple avec Jared Weeks, le chanteur du groupe Saving Abel en 2007, mais ils séparent l'année suivante. Elle a également eu des relations avec les catcheurs Eric Young, Paul London et Tommy Mercer.
- En janvier 2015, elle commence une relation avec le catcheur Davey Richards. Le 27 avril, elle annonce sur Twitter qu'ils se sont fiancés[46]. Ils se marient le 10 juin[47].
- Le 30 juillet 2015, elle annonce sur Twitter qu'elle et Davey Richards attendent leur premier enfant. Elle accouche le 17 mars 2016 d'un petit garçon, David Vincent Richards[48].

### Tatouages
Angelina Love possède les tatouages suivants :
- Sur la hanche, un ange.
- Sur son bras droit, son ancien nom de ring Angel écrit dans un lettrage de style anglais ancien et entouré de fleurs.
- Sur son épaule gauche, un autre ange.
- Sur le bas de son dos, un symbole chinois signifiant ange entouré par une paire d'ailes.
- Entre les omoplates la phrase : What is meant to be will be.
- Une croix sur la nuque et bien d'autres tatouages.

### Piercings
Angelina Love possède les piercings suivants :
- En bas de la lèvre à droite.
- au nombril.

## Palmarès
- Impact Wrestling Federation
  - Manager of the Year (2000)[1]
- Old School Pro Wrestling
  - 1 fois OSPW Women's Championship[1]
- Pro Wrestling Pride
  - 1 fois PWP Women's Championship
- Ring of Honor
  - 1 fois Women of Honor Championship
- Total Nonstop Action Wrestling
  - 6 fois TNA Women's Knockout Championship
  - 1 fois TNA Knockout Tag Team Championship avec Winter[50]

### Récompenses de magazines
- Pro Wrestling Illustrated

| Année | 2008 | 2009 | 2010 | 2011 | 2012 | 2013        | 2014 | 2015 |
| ----- | ---- | ---- | ---- | ---- | ---- | ----------- | ---- | ---- |
| Rang  | 16   | 2    | 2    | 12   | 31   | non classée | 6    | 30   |